# Föderaler Öffentlicher Dienst Politik und Unterstützung
Der Föderale Öffentliche Dienst (FÖD) Politik und Unterstützung (Abkürzung: FÖD BOSA, niederländisch Federale Overheidsdienst (FOD) Beleid en Ondersteuning, französisch Service public fédéral (SPF) Stratégie et Appui) ist einer der Föderalen Öffentlichen Dienste in Belgien, der die föderale Regierung und die föderalen Organisationen in den Bereichen IT, Personalwesen, Organisationsmanagement, Integritätspolitik, Haushalt, Buchhaltung und öffentliche Aufträge unterstützt. Er hat seinen Hauptsitz in der Hauptstadt Brüssel.
Der FÖD wurde am 1. März 2017 gegründet und ging aus dem Zusammenschluss von vier föderalen Unterstützungsdienstleistern hervor, nämlich dem FÖD Personal und Organisation, dem FÖD Budget und Geschäftsführungskontrolle, Fedict sowie Empreva.